# Barack (Vorname)
Der Vorname Barack ist die amerikanische Schreibweise des arabischen Namens بارك / Bārak mit der Bedeutung „der Gesegnete“ oder „gesegnet“. Allgemein gebräuchlicher in den meisten arabischsprachigen Ländern ist die Passivform Mubarak.

## Etymologie
Die Wurzel B-R-K als männlicher Name mit der Bedeutung „Segen“ kommt bereits im  Sabäischen (barqak), Palmyrischen (baraq) und Punischen (als Nachname von Hamilkar Barkas) vor. In der Bibel gibt es, ebenso wie im modernen Hebräisch, den Namen Baruch (בָּרוּךְ). „Barack“ und „Baruch“ sind gleichbedeutend mit dem lateinischen „Benedictus“ (Benedikt).
Nicht etymologisch verwandt ist Barack mit dem arabischen Namen برق / Barq (semitische Wurzelkonsonanten B-R-Q), der „Blitz“ bedeutet und dem hebräischen Namen Barak (בָּרָק) entspricht.

## Bekannte Namensträger
- Barack Obama Senior (1936–1982), kenianischer Ökonom und Regierungsberater
- Barack Obama (* 1961), US-amerikanischer Politiker, 44. Präsident der Vereinigten Staaten